# Zeytinli, Yeşilli
Zeytinli là một xã thuộc huyện Yeşilli, tỉnh Mardin, Thổ Nhĩ Kỳ. Dân số thời điểm năm 2010 là 553 người.